# Toise
 (mai 2019).
Si vous disposez d'ouvrages ou d'articles de référence ou si vous connaissez des sites web de qualité traitant du thème abordé ici, merci de compléter l'article en donnant les références utiles à sa vérifiabilité et en les liant à la section « Notes et références ».
Ne pas confondre avec l'instrument de mesure.

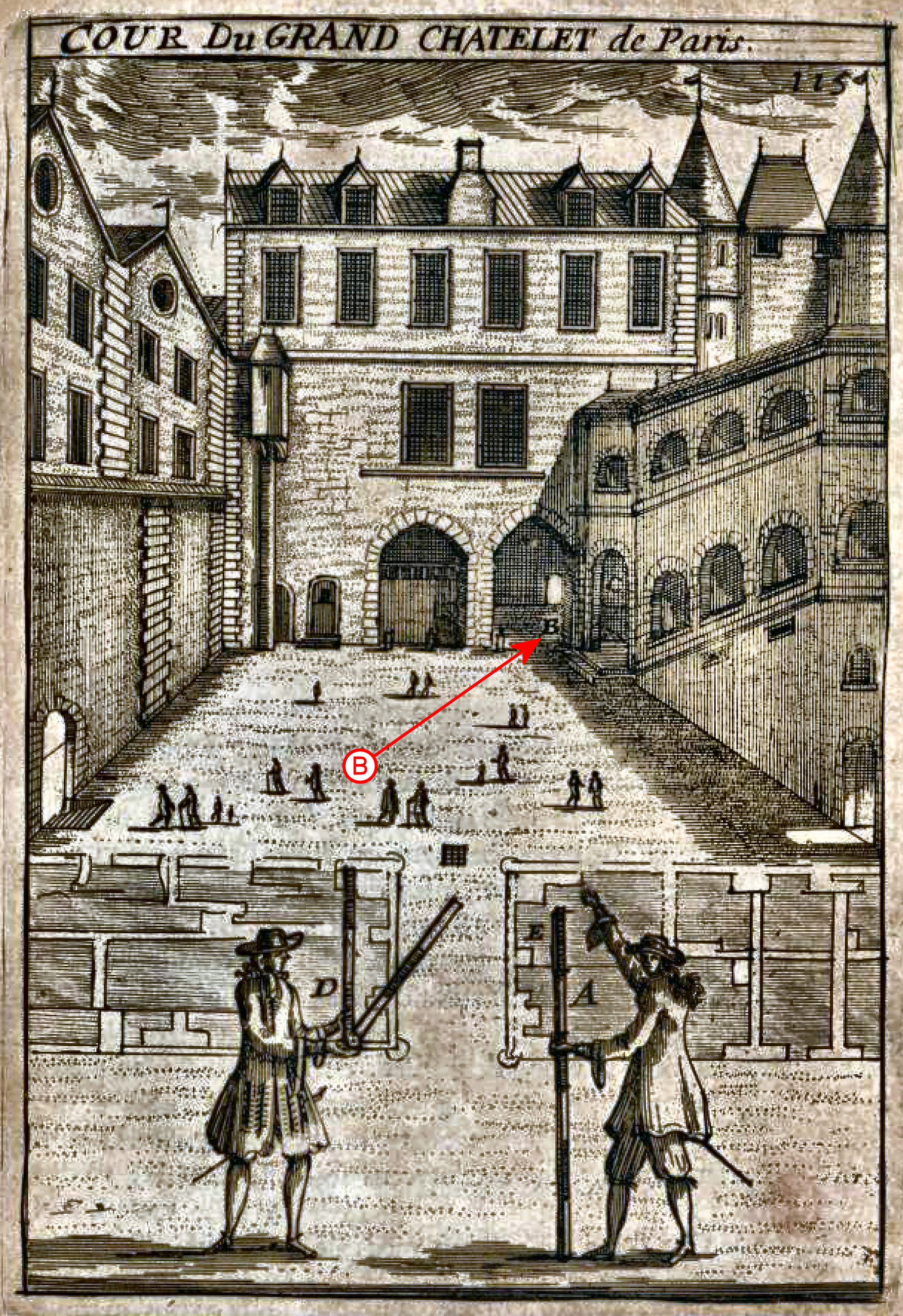
Toise droite (A) et pliante (D), devant l'emplacement de la toise-étalon située en B au pied du grand escalier de la cour du Grand Châtelet.

La toise est une unité de longueur ancienne qui correspond toujours à six pieds français,, soit deux verges ou une aune et demie, soit 1,949 m.
Le toisé est un relevé de quantité « à l'aune de » la toise (l'équivalent du métré qui se réalise à l'aune du mètre). Le toiseur et le toiseur-vérificateur réalisent le toisé et la vérification de celui-ci.

## Étymologie
Le mot « toise », du latin tendere, en français « tendre », signifie « l'étendue des bras », c'est-à-dire l'envergure des bras. Elle a donc comme base la distance entre les bouts des doigts, les deux bras étendus.

## Unité de longueur
La toise est une unité de mesure connue depuis la plus haute Antiquité. Dans la Grèce antique elle s'appelait « orguia ». Il y a toujours exactement six pieds dans une toise. Pour un pied « normal » de 30 cm environ, cela donne une longueur approximative de 1,80 m. Cela correspond donc à la fois à la distance entre les deux bras étendus et aussi à la taille humaine. Au Canada français, son symbole officiel est T.
En France uniquement — puisque le « pied du roi de France » était particulièrement grand à comparer avec les mesures équivalentes partout ailleurs — la toise s'était spécialisée pour mesurer la taille humaine (« Passer sous la toise »), car presque personne ne mesurait plus de six pieds-de-roi. Pour désigner la signification traditionnelle de « l'étendue des bras », on créa en France une autre « toise » que l'on appela brasse, mesurant cinq pieds-de-roi. Par ailleurs à l'époque romaine, la mesure de cinq pieds est attribuée au pas (de deux enjambées). En France, la brasse est également utilisée pour rendre la « toise marine » (fathom en anglais, Faden en allemand), bien qu'en anglais et en allemand, cette dernière mesure soit de six pieds également.
Comme dans beaucoup d'autres pays, la toise fut employée en France dans la définition légale des unités de longueur. Historiquement trois toises de longueurs différentes eurent cours légal en France.

## Histoire de la toise de Paris
Depuis le Moyen Âge l'étalon de la toise de Paris fut matérialisé par une barre de fer fixée dans le mur du Grand Châtelet et portant deux ergots. Son existence est attestée dès 1394, mais en fait, il est sûrement bien plus ancien. À une date « peu antérieure à 1667, cet étalon s'était trouvé faussé par un fléchissement du pilier sur lequel il était scellé. » Colbert, en sa fonction de Surintendant des Bâtiments, Arts et Manufactures décida alors de rétablir l'étalon de la toise de Paris. Les conditions exactes de cet établissement ne sont pas documentées, mais dès 1667, les artisans, notamment la corporation des maçons s'aperçurent que le nouvel étalon différait sensiblement de leurs instruments de mesure habituelle. À comparer avec leur propre étalon « la toise de l'Écritoire » — jusqu'alors supposé être la copie conforme de la toise (ancienne) du Châtelet — ils constatèrent une différence de près de 0,5 % plus court pour le nouvel étalon.
Pour toute économie, dès l'Antiquité, la précision et l'invariabilité des poids et mesures était d'une importance centrale. Une différence d'environ 0,5 % de l'étalon légal revenait assurément à un changement de mesure de référence. Face aux multiples plaintes et malgré une démonstration établissant clairement une différence notable entre la mesure ancienne et la nouvelle mesure, Colbert décida de ne pas se déjuger et, en 1668, il ordonna aux maçons de s'aligner sur le nouvel étalon de la toise du Châtelet. 
Depuis, on désigne habituellement la toise ancienne de Paris par le terme « toise de l'Écritoire ». La légende prétend que c'était la taille de Philippe le Bel. 

### Toise de l'Écritoire
Le pied de la toise ancienne était connu et attesté depuis l'Antiquité. Il est d'une parenté très proche avec le pied romain. Dans la littérature, il est appelé « pied dorien pheidonique ». Le préhistorien allemand Herrmann Büsing lui attribua 326,528 9 mm. Compte tenu du fait établi que les mesures anciennes, dès l'Antiquité, entre elles, entretiennent presque toujours des rapports sept-lisses, rarement des rapports onze-lisses et jamais de rapports impliquant un nombre primaire supérieur à onze, on peut légitimement préférer une valeur arbitraire, elle-même sept-lisse : 326 592 µm. Cela dit, cette valeur conventionnelle se situe à peine 0,02 % au-dessus de la valeur confirmée par Büsing et n'est guère que de 0,0012 % en dessous de la valeur préférée par Guilhiermoz. Il s'agit là uniquement d'une manière pratique d'arrondi des valeurs de mesures anciennes, sachant que — comme cela a été déjà dit plus haut — la variation réelle des mesures anciennes atteignait souvent aux alentours de ± 0,1 %.
Partant de la coudée de Nippur — dont l'usage est attesté en Mésopotamie depuis la fin du VIe millénaire av. J.-C. — les Égyptiens anciens trouvèrent le doigt appelé plus tard romain, par une division simple de vingt-huit de cette coudée ancienne. La nouvelle mesure qui en résulte est attestée dès le début IIIe millénaire en Égypte et fut adoptée, plus de deux mille ans plus tard, par les Romains comme étant la leur.
| Ratio | Provenance ou nom des mesures      | Valeur de la Toise | Valeur du Pied | Valeur du Doigt |
| ----- | ---------------------------------- | ------------------ | -------------- | --------------- |
| 875   | Mesures italiques                  | 1 587,600 0 mm     | 264,600 0 mm   | 16,537 5 mm     |
| 960   | Mesures lombardes                  | 1 741,824 0 mm     | 290,304 0 mm   | 18,144 0 mm     |
| 972   | Mesures attique-soloniques         | 1 763,596 8 mm     | 293,932 8 mm   | 18,370 8 mm     |
| 980   | Mesures romaines                   | 1 778,112 0 mm     | 296,352 0 mm   | 18,522 0 mm     |
| 990   | Mesures anciennes égyptiennes      | 1 796,256 0 mm     | 299,376 0 mm   | 18,711 0 mm     |
| 1000  | Mesures égypt. depuis la XIIe dyn. | 1 814,400 0 mm     | 302,400 0 mm   | 18,900 0 mm     |
| 1008  | Mesures dites syriennes            | 1 828,915 2 mm     | 304,819 2 mm   | 19,051 2 mm     |
| 1029  | Mesures attiques-olympiques        | 1 867,017 6 mm     | 311,169 6 mm   | 19,448 1 mm     |
| 1050  | Mesures miletiennes-philétairiques | 1 905,120 0 mm     | 317,520 0 mm   | 19,845 0 mm     |
| 1152  | Mesures ioniennes                  | 2 090,188 8 mm     | 348,364 8 mm   | 21,772 8 mm     |

Ensuite, les géomètres égyptiens introduisirent le facteur onze afin de pouvoir profiter d'une très bonne approximation trigonométrique de leur remen de construction, leur demi-carré gradué. Ainsi fut créée la « coudée royale ancienne », utilisée en Égypte jusqu'à la IVe dynastie. La sixième part de la canne de Toulouse, déjà cité plus haut, est identique au pied royal ancien d'Égypte. Selon Guilhiermoz, la première mesure est de 132,7 lignes de Paris, approximativement 299,349 mm. Tandis que le second mesura, selon le spécialiste allemand Rottländer, (16 × 523,62 / 28 =) 299,211 mm. La différence entre ces deux valeurs, de quelque 0,0458 % seulement, est insignifiante dans le contexte des mesures anciennes. Ces deux mesures doivent donc être considérées comme étant identiques.
Depuis la IVe dynastie les Égyptiens affectèrent vingt doigts de leur pied ancien — au lieu de, auparavant, vingt doigts romains — aux deux cathètes de leur demi-carré de construction. L'hypoténuse fut leur nouvelle coudée royale mesurant en conséquence 529,2 mm. Leur pied mesura donc 302,4 mm. Le pied dorien entretient avec ce dernier le ratio bien connu en métrologie de 27 : 25.
Au Moyen Âge, ce pied dorien fut adopté par les Francs comme le leur. Il fut ensuite préservé en France jusqu'en 1668. Concrètement, le pied fut sûrement légué par intermédiaire du pied attique-solonique, une mesure très répandue en Méditerranée, y compris en Italie, dès l'Antiquité et pendant le Moyen Âge. Son ratio à l'ancien pied français est de 9 : 10. Le rapport entre les mesures doriennes, donc les françaises d'avant 1668 et les mesures assyriennes ou anglaises est de 14 : 15. Le ratio de la toise ancienne française et de la verge espagnole est de 35 : 16.

### Toise duChâtelet
Lorsqu'un peuple perdait son étalon de mesure, comme ce fut le cas de la France au XVIIe siècle, la démarche habituelle était de le restituer par une copie fidèle existante. La démarche de se tourner vers la toise de l'Écritoire pour reprendre mesure, aurait dû s'imposer. Les métrologues de Colbert n'entendaient point suivre cette démarche classique, car ils croyaient savoir mieux. Ils avaient leurs propres hypothèses. Comme on le sait, le pied français et le pied anglais entretiennent, à moins de 0,1 % près, le rapport de 16 : 15. Il est possible que la nouvelle toise du Châtelet ait été conçue sur ce rapport, en se basant sur une copie d'un pied anglais d'environ un quart de millimètre trop court. Malgré tout, on pouvait atteindre à l'époque une précision bien supérieure. Malheureusement, ces scientifiques absolutistes ne jugeaient point nécessaire de documenter leur démarche.
En 1913, Paul Guilhiermoz émit une autre hypothèse qui semble très convaincante. Il est utile de rappeler que, déjà en 1540, les métrologues de François Ier en créant l'aune de Paris partaient de leur propre hypothèse qui se révéla fausse. Les métrologues français de la Renaissance croyaient savoir que le pied de roi français et le pied romain antique entretiennent le rapport 11 : 10. Nous savons aujourd'hui que ce rapport est en réalité de 54 : 49, d'où l'erreur notable de presque 0,2 %. Un peu plus d'un siècle plus tard, en 1667, les métrologues français de Louis XIV avaient une nouvelle certitude. Le ratio du pied français et du pied romain aurait été de 12 : 11 exactement. Il exista dès l'Antiquité effectivement un pied appelé « pous heraïon », en rapport 1000 : 1024 avec le pied anglais actuel, mesurant donc environ 297,7 mm. Au Moyen Âge, ce pied fut également utilisé en Italie où on l'appela « pied d'architecture ». Guilhiermoz le nomme aussi « pied néo-romain ». Ce pied fut confondu avec le pied romain classique par les métrologues français du XVIIe siècle. Selon l'hypothèse de Guilhiermoz, ils entreprirent en 1667 de restituer la toise française au rapport de 6 × 12 : 11 face au pied d'architecture romain, tandis que le rapport véritable de l'ancienne toise à ce pied d'architecture romain est de 6 × 192 : 175, d'où l'erreur énorme de près d'un demi-pour-cent. Confronté au scandale grandissant qui s'ensuivit, Colbert laissa d'abord nier l'erreur, puis, après une démonstration incontestable de l'écart, il décida en 1668 que la nouvelle toise du Châtelet serait la seule mesure légale et obligatoire dans tout le royaume. Cela, sans aucun doute, pour n'avoir pas à se déjuger publiquement.
Toutefois, la Toise du Châtelet est traditionnellement considérée pour être la taille du roi Philippe Le Bel. 
Ainsi à la fin du XVIIe siècle, ces trois mesures majeures entretiennent les relations suivantes :
| Ratio    | Nom d'unité             | Valeur empirique | Écart     |
| -------- | ----------------------- | ---------------- | --------- |
| 12 × 576 | La toise de l'Écritoire | 1 959,576 0 mm   | +0,0012 % |
| 11 × 625 | La toise du Châtelet    | 1 949,036 3 mm   | -0,0013 % |
| 11 × 576 | La canne de Toulouse    | 1 796,091 1 mm   | -0,0092 % |

Ultérieurement, la longueur de la toise de Paris ne sera plus modifiée jusqu'à son abolition définitive comme mesure légale en 1799, au profit du mètre décimal. Elle servit en 1735 à fabriquer deux étalons nouveaux de la même longueur, appelés respectivement « toise du Pérou » et « toise du Nord », confiés à La Condamine et Maupertuis pour leur expédition de mesure du méridien au Pérou et en Laponie. À partir de 1766, c'est la toise du Pérou qui servit d'étalon, celle du Châtelet manquant de fiabilité et celle du Nord ayant été endommagée. 80 copies en furent faites et expédiées dans les provinces. Elle porte alors le nom de « toise de l'Académie » ou « toise de Paris ». 
- La loi du 1er août 1793 : La Convention montagnarde adopte le système métrique décimal provisoire et donne au mètre une longueur de 3 pieds et 11,44 lignes de la toise de l'Académie.
- La loi du 19 frimaire An VIII (10 décembre 1799) établit que « le mètre [définitif] est égal à 3 pieds et 11,296 lignes de la toise de Paris ». La toise de l’Académie est désormais exactement 27 000 / 13 853 m. C'est donc environ 1,949 036 310 mètres.
- En fait, pour mesurer 1/ 10 000 000 du quart d'un grand-cercle longitudinal, le mètre aurait dû être environ 3 pieds et 11,38314 lignes[8].

Au Canada, par définition adoptée en 1919, le pied français égale 12,789 pouces anglais. La toise est explicitement abolie depuis 1873 au Canada ; cela dit, elle vaudrait 76,734 pouces anglais ou 1 949,043 6 mm, donc environ 7,29 µm plus longue que la loi française de 1799 l'exige.

### Toise dite usuelle
Sous le Premier Empire, les unités usuelles de transition définies le 12 février 1812 par Napoléon Ier définissent « la toise métrique » comme valant exactement deux mètres. Cet usage, prescrit un temps par le pouvoir, ne fut pas adopté par le peuple. Cette loi fut ensuite abrogée par la loi du 4 juillet 1837.

## Instrument de mesure
La toise commune actuellement utilisée en médecine et plus particulièrement en pédiatrie, fait 2 mètres ; elle est généralement fixée au mur du praticien sur un coulisseau.